# Il principe ranocchio (film 1986)
Il principe ranocchio (The Frog Prince) è un film del 1986 diretto da Jackson Hunsicker e basato sull'omonima fiaba dei Fratelli Grimm. Tra gli interpreti figurano Helen Hunt, Aileen Quinn e John Paragon.

## Trama
Nel Regno è tempo che Re William, come tramanda la tradizione, scelga, tra le sue nipoti, la futura Principessa del paese: questa dovrà essere bella ed elegante, raffinata e intelligente, oltre che capace di governare un paese. Non vi sono quindi dubbi che la nomina di erede del Regno tocchi alla Principessa Henrietta, bella quando infida, disposta a tutto pur di venire scelta. L’altra Principessa è Zora, poco più che una bambina, che è sempre oggetto di pesanti umiliazioni ad opera della sorella. Solare ed estremamente timida, Zora, dopo l’ennesimo disastro, combinato per colpa di Henrietta, fugge dal castello, e si rifugia nel giardino del palazzo, presso una fonte. Qui comincia a giocare con la sua preziosa palla d’oro, lanciandola in aria, e riprendendola. Ma all’improvviso la palla le sfugge dalle dita e cade nella fontana, così profonda che Zora non ne vede il fondo. Disperata, comincia a piangere, pensando a cosa le avrebbe detto lo Zio quando avrebbe scoperto che aveva perduto un oggetto così prezioso … Improvvisamente, una voce chiama la triste Principessa: un enrome ranocchio è sbucato dalla fonte, e si offre di riprenderle la palla in cambio della sua amicizia. Zora è entusiasta di avere finalmente un amico, e accetta la proposta. Ribbit, così Zora chiama il ranocchio, è un eccellente conoscitore del galateo e delle buone maniere, e si offre di istruire Zora in modo da far colpo sullo Zio la sera della cerimonia. Henrietta, vedendo la sorella impegnarsi molto nell’imparare l’etichetta di corte, e preoccupandosi per la sua elezione, rapisce Ribbit, e lo rinchiude in una buca in mezzo ad una piana deserta…

## Distribuzione
Il film, appartenente alla raccolta Cannon Movie Tales, venne distribuito il 5 ottobre 1986 nel Regno Unito e il 1º giugno 1988 negli Stati Uniti.
Nel 2005 è stato distribuito in DVD negli Stati Uniti dalla MGM/UA Home Entertainment mentre in Italia, a differenza di tutti gli altri titoli della serie, a oggi non è ancora stato pubblicato. Tuttavia è stato doppiato e trasmesso a più riprese dalle emittenti televisive Italia 7 e Italia 1.

## Colonna sonora

### Tracce
1. Theme Song - Kenn Long
2. Lucky Day - Aileen Quinn
3. A Promise Is A Promise - Clive Revill, Aileen Quinn
4. Too Tall Frog - Nick Curtis
5. Music Box Waltz - Kenn Long
6. Friendship - Aileen Quinn, Nick Curtis
7. Have You Forgotten Me? - Aileen Quinn

### Curiosità
- La stanza da letto della Principessa Zora è la stessa vista in “La Bella e la Bestia” (come camera di Bella), in “La Bella Addormentata” (come camera di Rosebud), in “Il Potere Magico” (come camera del Principino) e in “Biancaneve e i Sette Nani” (come camera di Biancaneve);
- Il castello di Re William, che si vede solamente in alcune panoramiche, è lo stesso utilizzato in “I Vestiti Nuovi dell’Imperatore” come dimora dell’Imperatore e sua figlia.